# Giōrgos Gerapetritīs
Giōrgos Gerapetritīs (in greco Γιώργος Γεραπετρίτης?; Scarpanto, 26 giugno 1967) è un politico greco.

## Biografia
È nato il 26 giugno 1967 sull'isola di Scarpanto ma è cresciuto al Pireo, dove si è diplomato presso la Scuola Iōnideios nel 1985. Successivamente ha studiato giurisprudenza presso l'Università Nazionale Capodistriana di Atene, laureandosi nel 1989, e ha proseguito gli studi conseguendo un master in diritto pubblico presso l'Università di Edimburgo ed un dottorato in diritto presso l'Università di Oxford. Dopo la prima laurea è stato ricercatore con la Hellenic Scholarship Foundation in Regno Unito, Francia e Belgio tra il 1992 e il 1994, poi nel 1995 con la Chevening Scholarship sempre nel Regno Unito; è stato inoltre ricercatore presso il Consiglio di Stato francese.
Tra il 2002 e il 2003 è stato consigliere legale per il Ministero degli affari esteri greco e a partire dal 2003 è professore di diritto costituzionale presso la Facoltà di Giurisprudenza dell'Università Nazionale Capodistriana di Atene, dove è stato inoltre direttore del Dipartimento di diritto pubblico e membro del rettorato della stessa Facoltà dal 2016 al 2019.
Alle elezioni parlamentari del 2019 è stato eletto con Nuova Democrazia al Parlamento ellenico, venendo poi nominato il 9 luglio successivo come Ministro di Stato nel primo governo Mītsotakīs. Il 1º marzo 2023, in seguito alle dimissioni di Kōstas Karamanlīs provocate dall'incidente ferroviario di Tempe, è stato nominato Ministro delle infrastrutture e dei trasporti, rimanendo in carica fino alle dimissioni del governo il 26 maggio successivo.
Nell'ambito della formazione del secondo governo Mītsotakīs è stato nominato Ministro degli affari esteri, prestando giuramento insieme al resto dell'esecutivo il 27 giugno 2023.